# Sant Cebrià de Vallalta
Sant Cebrià de Vallalta település Spanyolországban, Barcelona tartományban. Lakosainak száma 3828 fő (2024).

## Földrajza
Sant Cebrià de Vallalta Canet de Mar, Sant Pol de Mar, Calella, Pineda de Mar, Sant Celoni, Tordera és Sant Iscle de Vallalta községekkel határos.

## Népesség
A település lakosságának változását az alábbi diagram mutatja:
| Lakosok száma | 171  | 467  | 391  | 428  | 706  | 2343 | 3309 | 3328 | 3385 | 3828 |
|               | 1717 | 1887 | 1936 | 1960 | 1986 | 2004 | 2009 | 2014 | 2019 | 2024 |